# Salticinae
Salticinae Blackwall, 1841 è una Sottofamiglia di ragni appartenente alla Famiglia Salticidae (ragni saltatori) dell'Ordine Araneae della Classe Arachnida.

## Distribuzione
L'unico genere noto di questa sottofamiglia, Salticus, è cosmopolita.

## Tassonomia
A maggio 2010, gli aracnologi riconoscono l'appartenenza di un unico genere a questa sottofamiglia:
- Salticus (48 specie)